# Engelhardt Ludwig Stach von Goltzheim
Engelhardt Ludwig Stach von Goltzheim (* 4. August 1768 in Biestern, Kreis Lötzen; † 11. Juni 1837 in Freienwalde) war ein preußischer Generalmajor und zuletzt Abteilungschef im Militär-Ökonomie-Departement.

## Leben

### Herkunft

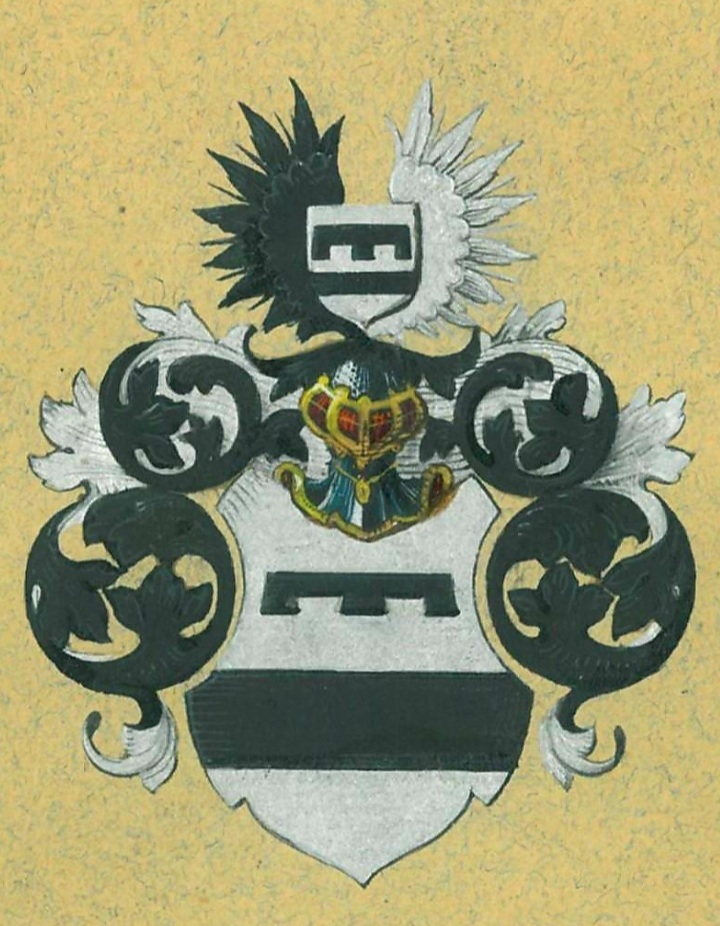
Wappen der Stach von Goltzheim

Er entstammte einem alten, im 18. Jahrhundert noch reich begüterten adeligen Geschlecht in der Provinz Ostpreußen.
Seine Eltern waren Johann Albrecht Stach von Goltzheim (* 3. April 1728; † 23. November 1788) und dessen Ehefrau Anna Hedwig Charlotte von Helmold (* 27. April 1739; † 31. Juli 1789) aus dem Haus Gronde. Sein Vater war Kriegs- und Domänenrat sowie Erbherr auf Biestern. Der spätere Generalleutnant Johann Friedrich Jakob von Kemphen war sein Neffe.

### Militärlaufbahn
Er kam am 1. August 1781 als Gefreitenkorporal in das Infanterie-Regiment Nr. 11. Von dort wechselte er am 9. Juni 1785 als Seconde-Lieutenant in das Grenadier-Bataillon Klingspor (Nr. 4). Mit Auflösung der Grenadier-Bataillone wurde er in das Füsilier-Bataillon Nr. 6 versetzt. Am 20. Juli 1794 kam er dann als Premier-Lieutenant in das Füsilier-Bataillon Nr. 11. Im Feldzug in Polen nahm er am Überfall in Pontnicka teil.
Nach dem Krieg kam er am 6. Februar 1797 als Stabshauptmann in das Füsilier-Bataillon Nr. 6 zurück; von dort kam er am 3. Mai 1804 als Hauptmann und Kompaniechef in das Füsilier-Bataillon Nr. 3. Im Vierten Koalitionskrieg kämpfte er im Gefecht bei Waltersdorf, an der Passarge und im Baumwalde. Für Baumwalde erhielt er am 2. Juli 1807 den Pour le Mérite.
Nach dem Krieg kam er am 22. Januar 1808 in das 1. Westpreußische Infanterie-Regiment (Nr. 6). Am 10. Januar 1811 wurde er zum Major befördert. Während der Befreiungskriege kämpfte er in den Schlachten bei Großgörschen, Dresden, Leipzig, Laon, Paris, Ligny, Belle Alliance sowie den Gefechten bei Beauveau, May, Claye, Charleroy, Gilly, Villiers-Cotterets, Wavre und Issy. Bei Großgörschen wurde er verwundet, erwarb aber auch das Eiserne Kreuz 2. Klasse und den russischen St. Annen-Orden 2. Klasse, bei May erwarb er das Eiserne Kreuz 1. Klasse und den russischen St. Wladimir-Orden 4. Klasse. Ferner wurde er am 5. April 1814 Oberstleutnant, am 1. September 1815 Kommandeur des 6. Infanterie-Regiments, bekam am 2. Oktober 1815 das Eichenlaub zum Pour le Mérite und dazu die Beförderung zum Oberst mit Patent zum 6. Oktober 1815. Er war Mitglied der Berliner Freimaurerloge Zum flammenden Stern.
Am 19. April 1819 wurde er als Vorsteher der Abteilung für das Invalidenwesen in das Kriegsministerium versetzt. Dort wurde er am 13. Juni 1825 Abteilungschef im Militär-Ökonomie-Departement mit einer persönlichen Zulage von 500 Talern. Am 26. März 1832 nahm er seinen Abschied als Generalmajor mit Pension. Er starb am 11. Juni 1837 in Freienwalde an der Oder und wurde auch dort beigesetzt.
In seinen Antrag zum Pour le Mérite für Goltzheim schrieb der damalige Oberst Hans Ernst Karl von Zieten: Der Feind drängte mit 5 Eskadrons vom 12. Chasseur Regiment im Baumwalde mit Macht auf mich ein. Ich wollte die Husaren hinter die Infanterie setzen und den Damm mit einem Wohlangebrachten Infanteriefeuer defendieren, mußte aber mit Bedauern sehen, daß das, was ich bis jetzt nur vermutetem eintraf, daß nämlich, da ich links abmarschiert war, die Leibkompanie des Bataillon von Wakenitz in den Wald ging und nicht einen Schuß tat. Es blieb mir also nichts übrig als noch dreimal einzuhauen. Indessen, da es doch auf die Länge nicht so gehen konnte, sagte ich zum Hauptmann von Stach, daß ich von seiner Ehre verlange, mit den übrigen drei Kompanien des Bataillons die Retraite zu decken. Er hat es mit einer Kaltblütigkeit ausgeführt, die ohnegleichen ist, mehrere Salven abgegeben, und den Feind so abgehalten. Mein Verlust ist beträchtlich, ich habe wenigstens 15 Tote auf dem Platze gelassen. Der Verlust des Füsilierbataillons von Wakenitz ist noch ungleich größer. Es bestand nach beendigter Affaire nur aus 62 Mann. Ich kann nicht umhin, untertänigst zu bitten, den Kapitän von Stach, der sich als ein äußerst determinierter und braver Mann benommen, Seiner Majestät zu Gnaden zu empfehlen und zu bitten, ihm den Orden des Verdienstes Allergnädigst angedeihen zu lassen.
Wenige Tage später erhielt er den Pour le Mérite.

### Familie
Er heiratete am 20. Januar 1795 in Memel Johanna Charlotte Amalie Schenck (* 1765; † 25. März 1821), eine Tochter des Amtsmanns Schenck. Das Paar hatte mehrere Kinder:
- Johann Ludwig Wilhelm (* 27. Dezember 1796; † 21. Mai 1813), gefallen als Seconde-Lieutenant in der Schlacht bei Bautzen
- Wilhelmine (* 2. März 1797)
- Franziska (* 1798)
- Friedrich Anton Leopold (* 30. November 1800), Leutnant der Landwehr und Grenzaufseher, Reisebegleiter von Willibald Alexis nach Skandinavien[3]

⚭ 23. Januar 1822 (geschieden 1829) Wilhelmine Natalie von Grope (* 7. April 1798)
⚭ um 1833 Mathilde Hoffmann; aus dieser Ehe ein Enkel Wilhelm Ludwig Stach von Goltzheim (* 22. Oktober 1836 in Polnisch Wette) ⚭ 18. April 1839 in Kattowitz Anna Florentine Rosalie Dattelbaun, geb. Schäfer, Tochter des Habakuk Baruch Schäfer in Kattowitz
- Mathilde Friederike Charlotte Johanna (* 22. Mai  1802; † 12. April 1885) ⚭ Dr. Johann Samuel Eduard Koffer († 28. März 1841), Regimentsarzt im 18. Infanterie-Regiment
- Johann Albrecht (* 1806; † 1. Oktober 1807)